# 北村宗好
北村 宗好（きたむら むねよし）は、江戸時代前期の弘前藩士。同藩家老職。瀧川主水。

## 生涯
正保元年（1644年）2月、父の北村宗容が500石加増の上で弘前藩家老職となり、宗好も証人役となった。慶安元年（1648年）1月17日、正保の騒動の遺恨により、父の宗容が城内で村山七左衞門（村山滋朝）に殺害されたため、3月7日に18歳で家督1千石を継ぎ、家老となった。
承応元年（1652年）3月4日、年寄役に就任した。藩政において岩木川改修工事や延宝4年（1676年）6月15日に下新田開発を建白するなどの手腕を振った。後に家老に昇進し、弘前藩三家老「仏の弥右衛門（北村宗好）、鬼の庄兵衛（進藤正次）、どっちつかずの治大夫（渡辺政敏）」と呼ばれた。延宝6年（1678年）1月26日、藩主に寵愛され、前年に500石を与えられ「喜多村」と改姓するよう命じられていた次男の喜多村源八（宗則。のち藩主の信政から一字を拝領し監物政広）が、藩主の師である山鹿素行の三女鶴と江戸にて婚姻した。5月10日には江戸表にて府下乗物御免を許された。
延宝8年（1680年）10月6日、宗好ら三家老が老齢のため家老を退き、（名誉職として）表書院番に就いた。元禄5年（1692年）10月5日、病没。
長男の瀧川統伴が後を継いだ。